# اي ام زي اورال
أي أم زي أروال، هو صانع روسي لدراجات نارية ذات سيارات جانبية ثقيلة الوزن. وفي عام 1940، جمع الإتحاد السوفيتي تقنيات التصميم والإنتاج للدراجات النارية والعربيات الجانبية من طراز ر71 ' بي أم دبليو'. تم الإنتهاء من تصميم أول نموذج من طراز 'م-72' في عام 1972.
وكان في الأصل محددا أن تتخذ المصانع مكاناً لها في موسكو، سانت بطرسبرغ وخاركيف، ولكن بسبب قدوم القوات الألمانية النازية، تم نقل المبنى والتجهيزات التي في موسكو إلى إيربيت، أما التي تقع في سانت بطرسبرغ وخاركيف تم نقلها إلى نيجني نوفغورود. ولاحقا تم بيع مخططات 'م-72' إلى مجموعة نانتشانغ لصنع الطائرات وهي منشأة صينية صناعية لبناء ال 'تشانغ جيانغ' .

## تاريخ
أصول ال 'أي ام زي' مربوطة بتطورات الجبهة الشرقية خلال الحرب العالمية الثانية. الاتحاد السوفيتي كان يتحضر لإمكانية وقوع حركات عسكرية من قبل النازيين الألمان. أمر 'جوزيف ستالين' الجيش السوفيتي بالأخذ بعين الإعتبار جميع التجهيزات خصوصا الأماكن المحتمل شن الهجوم عليها، بما فيهم القوات البرية التي ستقف إلى جانب الاتحاد السوفيتي ضد دبابات الألمان وجنودهم المشاة. شهدت قابلية الحركة فترة عصيبة خصوصا بعدما شهد الاتحاد السوفيتي تأثير الحرب الخاطفة على بولندا.
تم عقد اجتماع في وزارة الاتحاد السوفيتي لإبتكار دراجة هوائية تلائم الجيش الأحمر. وأراد الجيش الأحمر تطوير معداته بعد إيقاف حرب الشتاء مع فنلندا. فالدراجات الهوائية التي استعملت حتى ذلك الوقت لم تكن مرضية، التكنولوجيا خاصتهم كانت بالية، وجودة التصنيع غير ملائمة لتتحمل مناخ روسيا القاسي وتضاريسها الأرضية.
فهذه الدراجة الهوائية تم تصميمها في أواخر عام 1930 بعد إصدار سيارة 'بي ام دبليو' جانبية لدراجة طراز 'ر71'، والتي وفرها النازيين الألمان للإتحاد السوفيتي بعد أن وقّع الدولتان معاهدة الاتفاق الألماني السوفيتي عام 1939.
ووفقا لحسابات موثقة، وبعد حديث مطول، كانت الدراجة الهوائية 'بي ام دبليو ر71 ' تطابق متطلبات الجيش الاحمر بشكل قريب جدا.وتم توفير خمس وحدات بشكل سري عن طريق وسيط سويدي إذ قاموا المهندسون السوفيتيين بتفكيكهم. وأعادوا هندسة التصميم بشكل عكسي بكل تفاصيله إذا عملوا إسطمبات مصوغة لإنتاج المحركات والضوابط الخاصة بالسرعة في موسكو. تم عرض النماذج الأولية للدراجة الهوائية ' دنبر م-72' في أوائل عام 1941 على ستالين الذي أخذ قرار الدخول بتصنيع الجملة. أحد نماذج 'بي ام دبليو' الأصلية التي تم شرائها عن طريق الوسائط السويدية الناجية يتم عرضها في متحف مصنع ' اي ام زي- اورال'.
وفي 1941، بدأت 'بي ام دبليو ' سلسلة إنتاج 'ر75' وانهت إنتاج سلسلة 'ر-71' . في ظل تطور الإنتاج، تم تأسيس مصنع موسكو للدراجات الهوائية، الذي أنتج مئات من الدراجات الهوائية ذات السيارات الجانبية ' إم 72' الروسية. الحرب النازية الخاطفة كانت سريعة ومؤثرة لدرجة أن الاستراتيجية السوفيتية كانت قلقة من أن مصنع موسكو كان ضمن حدود القنابل الألمانية. ومن هنا اتخذ قرار نقل المصنع شرقا، خارج نطاق المتفجرات وداخل نطاق جبال الأورال الغنية بالمصادر.
الموقع الذي تم اختياره كان مدينة 'ايربيت' التي تقع على هامش 'سيبيريا' في جبال الأورال. شكلت إيربيت مركزا مهما للتجارة في روسيا؛ والتي أيضا اتخذ ثاني أكبر معرض في روسيا قبل ثورة 1917 مكانا فيها. المبنى الجوهري المتاح الوحيد كان مصنع للجعة، وراء سكة الحديد. تم تحويله لمبنى البحوثات والتطوير لتجهز لبناء منشأة ضخمة لتحضير دراجة الهوائية 'ام-72' . في 25 أكتوبر؛ تشرين الأول عام 1942 أول دفعة من من الدراجات النارية كانت فالمقدمة. خلال الحرب العالمية الثانية بما يعادل 9,799 دراجة نارية من طراز 'ام-72' تم ايصالهم الاستطلاع بوحدات خفيفة الحركة.
بعد الحرب العالمية الثانية تم تكبير المصنع، وفي عام 1950 تم إنتاج الدراجة النارية رقم 30,000. بالبداية تم تصنيع 'أورال' للجيش فقط. في اواخر عام 1950 مصنع 'كي ام زي' في اوكرانيا تحمل مهمة تزويد الجيش، ومصنع 'ايربيت' للدراجات النارية 'اي ام زي' ركز على صنع الدراجات للمستخدمين المحليين. ففي اواخر هذا العام تم تحويل الإنتاج بلكامل للمستخدمين من غير الجيش. في عام 1957 تم بيع خطوط إنتاج 'ام - 72' بالكامل لجمهورية الصين الشعبية.
تاريخ التصدير لل'اورالز' بدأ عام 1953، في البداية كانت الغاية لتطوير البلاد. بين عامي 1973 - 1979، 'اورال' كانت أحد صناع السوق من قبل 'ساترا' في المملكة المتحدة كدراجات 'كوساك'.